# Temporada 1970-71 de los Atlanta Hawks
La temporada 1970-71 fue la tercera de los Atlanta Hawks en la NBA en su ubicación de Atlanta, la vigésimo segunda en la liga y la vigésimo quinta desde su fundación. La temporada regular acabó con 36 victorias y 46 derrotas, ocupando el quinto puesto de la Conferencia Este, logrando clasificarse para los playoffs, cayendo en las semifinales de conferencia ante los New York Knicks.

## Elecciones en elDraft
| Ronda | Puesto | Jugador       | Posición | Nacionalidad   | Universidad      |
| ----- | ------ | ------------- | -------- | -------------- | ---------------- |
| 1     | 3      | Pete Maravich | Escolta  | Estados Unidos | Louisiana State  |
| 1     | 14     | John Vallely  | Escolta  | Estados Unidos | UCLA             |
| 5     | 82     | Bob Riley     | Alero    | Estados Unidos | Mount St. Mary's |
| 8     | 133    | Herb White    | Base     | Estados Unidos | Georgia          |

## Temporada regular
| División Central    | División Central | División Central | División Central | División Central | División Central | División Central | División Central | División Central |
| Equipo              | G                | P                | %                | PD               | Casa             | Fuera            | Neutral          | Div              |
| ------------------- | ---------------- | ---------------- | ---------------- | ---------------- | ---------------- | ---------------- | ---------------- | ---------------- |
| y-Baltimore Bullets | 42               | 40               | .512             | –                | 24–13            | 16–25            | 2–2              | 10–6             |
| x-Atlanta Hawks     | 36               | 46               | .439             | 6                | 21–20            | 14–26            | 1–0              | 9–7              |
| Cincinnati Royals   | 33               | 49               | .402             | 9                | 17–16            | 11–28            | 5–5              | 16–6             |
| Cleveland Cavaliers | 15               | 67               | .183             | 27               | 11–30            | 2–37             | 2–0              | 1–13             |

## Playoffs

### Semifinales de Conferencia
New York Knicks vs. Atlanta Hawks 
| Fecha       | Partido                                | Ciudad     |
| ----------- | -------------------------------------- | ---------- |
| 25 de marzo | New York Knicks 112, Atlanta Hawks 101 | Nueva York |
| 27 de marzo | New York Knicks 104, Atlanta Hawks 113 | Nueva York |
| 28 de marzo | Atlanta Hawks 95, New York Knicks 110  | Atlanta    |
| 30 de marzo | Atlanta Hawks 107, New York Knicks 113 | Atlanta    |
| 1 de abril  | New York Knicks 111, Atlanta Hawks 107 | Nueva York |
|             | New York Knicks gana las series 4-1    |            |

## Estadísticas
| Rk | Jugador        | Edad | P  | PT | MP   | TC   | TCI  | %TC  | TL  | TLI | %TL  | RB   | AS  | FP  | PTS  |
| -- | -------------- | ---- | -- | -- | ---- | ---- | ---- | ---- | --- | --- | ---- | ---- | --- | --- | ---- |
| 1  | Lou Hudson     | 26   | 76 |    | 41.0 | 10.9 | 22.5 | .484 | 5.0 | 6.6 | .759 | 5.1  | 3.4 | 2.4 | 26.8 |
| 2  | Bill Bridges   | 31   | 82 |    | 38.3 | 4.7  | 10.2 | .458 | 2.6 | 4.0 | .639 | 15.0 | 2.9 | 3.9 | 11.9 |
| 3  | Pete Maravich  | 23   | 81 |    | 36.1 | 9.1  | 19.9 | .458 | 5.0 | 6.2 | .800 | 3.7  | 4.4 | 2.9 | 23.2 |
| 4  | Walt Bellamy   | 31   | 82 |    | 35.5 | 5.3  | 10.7 | .493 | 4.1 | 6.8 | .604 | 12.9 | 2.8 | 3.3 | 14.7 |
| 5  | Walt Hazzard   | 28   | 82 |    | 35.1 | 6.3  | 13.7 | .459 | 3.8 | 5.1 | .759 | 3.7  | 6.3 | 3.4 | 16.5 |
| 6  | Jim Davis      | 29   | 82 |    | 22.7 | 2.9  | 6.1  | .479 | 2.4 | 3.5 | .677 | 6.7  | 1.3 | 3.1 | 8.3  |
| 7  | Jerry Chambers | 27   | 65 |    | 18.0 | 3.6  | 8.1  | .451 | 1.6 | 2.1 | .791 | 3.8  | 0.9 | 1.8 | 8.9  |
| 8  | Len Chappell   | 30   | 42 |    | 10.7 | 1.7  | 3.8  | .441 | 1.4 | 1.8 | .811 | 3.2  | 0.4 | 1.5 | 4.8  |
| 9  | Bob Christian  | 24   | 54 |    | 9.7  | 1.0  | 2.4  | .433 | 0.7 | 1.2 | .625 | 3.3  | 0.6 | 2.2 | 2.8  |
| 10 | John Vallely   | 22   | 51 |    | 8.4  | 1.4  | 4.0  | .358 | 0.9 | 1.2 | .763 | 0.7  | 0.9 | 1.0 | 3.7  |
| 11 | Herb White     | 22   | 38 |    | 8.3  | 0.9  | 2.2  | .405 | 0.6 | 1.0 | .564 | 1.3  | 1.2 | 1.6 | 2.4  |
| 12 | Bob Riley      | 22   | 7  |    | 5.6  | 0.6  | 1.3  | .444 | 0.7 | 1.3 | .556 | 1.7  | 0.1 | 0.7 | 1.9  |

## Galardones y récords
| Jugador       | Galardón                            |
| Pete Maravich | Mejor quinteto de rookies de la NBA |
| Lou Hudson    | All-Star                            |